# Далматика
Далма́тика (от римской провинции Далмация) — деталь литургического облачения католического клирика, верхняя расшитая риза. Главное литургическое облачение католических диаконов. Внешне схожа с казулой — главным литургическим облачением католического священника и епископа — но снабжена рукавами.
Цвет меняется в зависимости от праздников. В наиболее торжественные праздники епископы носят далматику под казулой.